# Apple Cinema Display

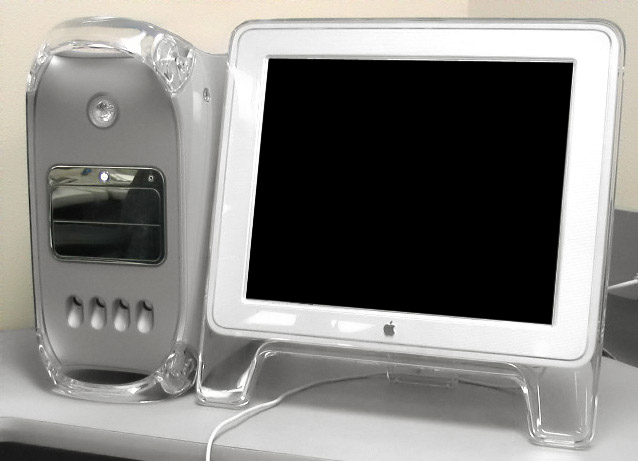
Apple Studio Display（初代Apple Cinema Displayの4:3仕様）

Apple Cinema Display（アップルシネマディスプレイ）は、かつて販売されていた、Appleデザインによるフラットパネルモニターである。

## 概要
1999年に発売されたApple Studio Displayであるが、1999年9月に22インチのLCDモデルをApple Cinema Displayという呼称で発売した。20インチ以上のLCDモデルをCinema Display、20インチ未満のLCDモデルをStudio Displayとして区別されており、フルHD以上の解像度のモデルではApple Cinema HD Displayという呼称が与えられた。
DVI端子を備えたモデルは、USB、IEEE 1394を個別に接続してハブとして使用が出来、一般PCでも使用が可能。
独自のADC端子を備えたモデルは、ADC端子を備えたMacのみで使用が可能だった。ポリカーボネートモデルはイーゼルスタイルのスタンドがついていた。
Mini DisplayPort端子を備えたモデルは、 USBを個別に接続してハブとして使用が可能で、MagSafe端子搭載の MacBook ProやMacBook Airの電源供給が可能である。

## Apple Cinema Display(ポリカーボネートモデル)
22インチモデル
1999年9月1日発売。Power Mac G4の筐体デザインに合わせるかたちで開発されている。AGP 2X拡張スロット、DVIビデオカード、内蔵USBポートが付属するPower Mac G4に対応。
22インチモデル(ADC)
2000年7月20日発表。Apple独自のADC端子初採用。ADCケーブル1本での接続により、DVI接続と電源の同時供給が可能である。ADC端子搭載のPower Mac G4に対応。
23インチモデル(Apple Cinema HD Display)
2002年3月21日発表。筐体デザインを変更。解像度が1,920x1,200となり、初めてフルHD相当の解像度となる。ADC端子を備える。
20インチモデル
2003年1月28日発表、同月31日発売。筐体デザインは23インチのApple Cinema HD Displayと共通。解像度が1,680x1,050となる。ADC端子を備える。

## Apple Cinema Display(アルミニウムモデル)
2004年6月28日発表。DVI端子接続を採用することで、他社製パソコンとの接続にも対応した。先に発売されたPower Mac G5に合わせるかたちで筐体デザインがアルミニウムベースに刷新され、ベゼルも前モデルと比べて狭くなっている。電源は内蔵されておらず、付属のACアダプターと接続する。
2006年のMac Proの発売開始以降も引き続き販売は継続されたが、それに合わせて新型LCDパネルを採用するなど仕様が一部改められ、これらの製品は後期版とされている。
20インチ、23インチモデル
ディスプレイ解像度は前モデルと同じ、1,680x1,050、1,920x1,200。
30インチモデル
デュアルリンクDVI接続により、2560×1600表示が可能になった。

## Apple LED Cinema Display
24インチモデル
2008年10月14日発表。新たにLEDバックライトを採用し、アルミニウムフレーム・スタンドに前面ガラスパネルを備え、iMac (Mid 2007) と同様なデザインとなった。
接続端子はMini Display Port、USB 2.0、MagSafeを採用し、電源が内蔵された。前モデルに採用されたボタン類が全て廃止されており、電源のONとOFFは入力される映像信号を感知することで自動制御する方式となっている。
発売当初はMac Proとの接続には対応していなかったが、2009年発売以降のMac Proにて映像出力にMini Display Portを採用したことにより、Mac Proとの接続が可能になった。
27インチモデル
2010年7月27日発表。Mac ProにMini Display Portを採用したことに伴って発売されたモデルである。LGディスプレイのIPSパネルを採用し、iMac27インチモデルと同じ解像度の映像をMini Display Portケーブル1本での接続が可能となった。
接続端子類等は24インチモデルに準ずるが、Mini Display Port端子が映像音声の同時出力に対応しており、Mac Pro Late 2013をはじめとしたThunderbolt端子を搭載したMacとの接続にも対応している。
2011年7月20日、Thunderboltを採用したApple Thunderbolt Displayが発売されたが、Apple LED Cinema Display 27インチは、2013年10月まで併売されていた。

## モデル
| 年度      | インチ    | ピクセル  | dpi    | フレーム         | プラグ           | 名前                     |
| --------- | --------- | --------- | ------ | ---------------- | ---------------- | ------------------------ |
| 1999-2000 | 22        | 1600x1024 | 86.35  | ポリカーボネート | DVI-D            | Apple Cinema Display     |
| 2000-2002 | 22        | 1600x1024 | 86.35  | ポリカーボネート | ADC              | Apple Cinema Display     |
| 2002-2004 | 23        | 1920x1200 | 98.44  | ポリカーボネート | ADC              | Apple Cinema HD Display  |
| 2003-2004 | 20        | 1680x1050 | 99.06  | ポリカーボネート | ADC              | Apple Cinema Display     |
| 2004-2008 | 20        | 1680x1050 | 99.06  | アルミニウム     | DVI-D            | Apple Cinema Display     |
| 2004-2008 | 23        | 1920x1200 | 98.44  | アルミニウム     | DVI-D            | Apple Cinema HD Display  |
| 2004-2010 | 30 (29.7) | 2560x1600 | 101.65 | アルミニウム     | Dual Link DVI-D  | Apple Cinema HD Display  |
| 2008-2010 | 24        | 1920×1200 | 94.34  | アルミニウム     | Mini DisplayPort | Apple LED Cinema Display |
| 2010-2013 | 27        | 2560×1440 | 108.79 | アルミニウム     | Mini DisplayPort | Apple LED Cinema Display |

※ アルミニウムの20, 23, 30インチモデルは、2006年秋に新型LCDパネルを採用し、視野角、輝度、コントラスト比、応答速度が向上した。前期型・後期型で区別されている。
|                | 前期型(2004-2006年)             | 後期型(2006年-2008年, 2010年)   |
| -------------- | ------------------------------- | ------------------------------- |
| 視野角         | 水平方向：170°、垂直方向：170°  | 水平方向：178°、垂直方向：178°  |
| 輝 度          | 20: 250 cd/m2, 23,30: 270 cd/m2 | 20: 300 cd/m2, 23,30: 400 cd/m2 |
| コントラスト比 | 400:1                           | 700:1                           |
| 応答速度       | 16 ms                           | 14 ms                           |

## 参考
1. ↑  “アップル、Power Mac G4、Power Mac G4 Cubeに最適な、新しいディスプレイラインアップを発表”. Apple Newsroom (日本). 2021年5月15日閲覧。
2. ↑  “アップル、20インチのCinema Displayをお求めやすい価格で発表”. Apple Newsroom (日本). 2021年5月15日閲覧。
3. 1 2 3  “アップル、30インチのApple Cinema HD Displayを発表”. Apple Newsroom (日本). 2021年5月15日閲覧。
4. 1 2 3  “Apple Cinema Display (20-inch DVI), (23-inch DVI), (30-inch DVI) - 技術仕様”. support.apple.com. 2025年4月21日閲覧。
5. ↑  “アップル、新しいMacBookファミリー用に24インチのLED Cinema Displayを発表”. Apple Newsroom (日本). 2021年5月15日閲覧。
6. ↑  “Apple、新しい27インチのLED Cinema Displayを発表”. Apple Newsroom (日本). 2021年5月15日閲覧。
7. ↑  “Apple、世界初のThunderboltディスプレイを発表”. Apple Newsroom (日本). 2021年5月15日閲覧。